# Шалбуздаг
Шалбузда́г (ранее Шалбурз, Эренлар, лезг. Шалбуарз, Гъуцар сув) — горная вершина в Дагестане, является особо почитаемым местом для лезгин.
Высота горы составляет 4142 метра. Вечных снегов на Шалбуздаге, как и вообще в горах Дагестана, не особенно много, и снежная линия лежит на высоте около 3,5 км над уровнем моря. Небольшие речки, берущие начало на склонах Шалбуздага, впадают частью в Самур, частью в его притоки Ахтычай и Усухчай. Вместе с Шахдагом и Базардюзю Шалбуздаг принадлежит к высочайшим горам восточной части Кавказа.
Шалбуарз — священная гора для лезгин-мусульман. Сезон посещения святых мест на Шалбуздаге начинается с 20-х чисел июля и заканчивается в 20-х числах августа.

## Этимология
В трудах топонимиста Е. М. Поспелова указывается тюркское происхождение названия горы Шалбуздаг. Так например с азербайджанского этот топоним переводится как — «гора с шапкой льда».
А. Р. Шихсаидов в своих пояснениях к переводу «Ахты-наме» (арабские записи о средневековом Дагестане) высказывает мнение, что название горы произошло от имени имама Шайха Албурза, который по данным «Ахты-наме» жил в этой местности в начале VIII века и вместе с местными мусульманами сражался против хазар. По этой версии имя имама от частого употребления превратилось в Шалбурз.
Название горы на лезгинском языке — Гъуцар сув буквально переводиться, как «Гора Богов». Именно гора Гъуцар сув была сакральным центром, вокруг которого возникла древняя лезгинская государственность. Считалось, что на вершине священных гор обитали души предков лезгин. Гора издавна лезгинами рассматривалась как священное место и естественное убежище от врага.
Вершина горы имеет также другое название — Эренлар, где эрен — слово известное различным народам Центральной Азии с общим понятием «дух гор», а -лар — тюркский аффикс множественного числа.

## История
Исторически лезгины использовали гору Шалбурз как укрытие от множества захватчиков, стремящихся их уничтожить. На горе ведение военных действий, а также даже обычное общение и дыхание представляют собой значительные трудности. С течением времени лезгины отступали в горы, выбирая хорошо знакомую местность среди скал, что позволяло им противостоять многочисленным врагам. Сложные природные условия и знание горной местности давали лезгинам стратегическое преимущество, позволяя организовать оборонительные действия и осуществлять внезапные нападения на противника. Таким образом, гора Шалбурз не только служила защитой, но и являлась ключевым элементом в их стратегии выживания и сопротивления. Среди известных предводителей лезгин связанных с горой Шалбурз, которые воевали с хазарами, монголами и персами можно отметить самого Шалбурза, Шейх Сулеймана и Шейха Хасана.

## Достопримечательности
С Шалбурзом связано много старинных легенд и достопримечательностей. Шалбурз — священная гора для мусульман. Сезон посещения святых мест на Шалбуздаге начинается с 20-х чисел июля и заканчивается в 20-х числах августа.

### Зиярат Шайх Сулеймана
Это святилище (зиярат), где покоятся останки известного предводителя лезгин Шейха Сулеймана, который происходил из села «Лгар». На его могиле высечена следующая запись: «Сулейман, сын Шамхура и Хазат», могила его реставрирована и отделана мрамором, наверху установлен склеп, а внутри пол застелен коврами. Тут паломники воздают хвалу за его газават за народ и религию и делают дуа за его душу, обращаясь с просьбой к Аллаху.

### Мечеть Эренлар
Примерно в полукилометре от зиярата Шейха Сулеймана стоит впечатляющая мечеть Эренлар. Традиционно сюда приходят после молитв Шайху Сулейману.

### Озеро Земзем
Озеро, получившее название по аналогии с колодцем в Мекке, расположено в трёх-четырёх километрах от мечети Эренлар.

### Расщелина Джеле
Джеле или более известный туристам как «Грехомер»— это узкий проход между двумя скалами. В древности лезгины использовали его как естественную ловушку для захватчиков. В настоящее время шутя туристам рассказывают, что пройти через эту расщелину без усилий могут лишь люди с чистой душой.

### Эренлар
Не путать с мечетью Эренлар который находиться около святилища Шейха Сулеймана. Эренлар находиться на небольшом плато на высоте 3800 метров где нет растительности и зелени. Исторически считается, что на этом месте погибли в борьбе лезгинские воины, проявившие выдающееся мужество и стойкость в защите своих земель. Эта местность стала символом их героизма, поскольку именно здесь они сражались за свои убеждения и свободу, оставив глубокий след в памяти последующих поколений. Смерть этих воинов в бою подчеркивает важность данной территории как исторического и культурного наследия лезгинского народа. Подняться на сам пик «четырёхтысячника» можно только с альпинистским снаряжением. Большинство, достигнув Эренлар, начинают спускаться обратно.

## Маршруты восхождения
Перед подъемом на гору необходимо оформление погранпропусков для граждан РФ, а также нужно знать, в горах воздух разреженный — часто становится трудно дышать, тем более разговаривать. Базовый лагерь и некоторые достопримечательности находятся на высоте 3000 метров — это довольно высоко для неподготовленных походников.

#### Маршрут из села Мискинджа
В Мискиндже достаточно найти мечеть, около нее всегда стоят местные жители на машинах и предлагают довезти туристов до точки восхождения.

#### Маршрут из села Куруш
Путь из села Куруша составляет 2,5-3,5 км до подножья горы.

## Фольклор
Стихотворение поэта XIX века Мискинж Жабраила «Воины Шалбурза» (Шалбурз дагъдин аскерар).

## Топографические карты
- Лист карты K-38-XXX. Масштаб: 1 : 200 000. Указать дату выпуска/состояния местности.